# Nils Ringertz (1932–2002)
Nils Robert Ringertz, född 16 december 1932 i Tärna församling, Västerbottens län, död 8 juni 2002 i Engelbrekts församling, Stockholm, var en svensk medicinsk forskare.
Ringertz var från 1978 professor i medicinsk cellgenetik vid Karolinska institutet. Han invaldes 1984 som ledamot av Vetenskapsakademien. Han var 1981–1987 ledamot i Karolinska Institutets Nobelkommitté och 1992–1999 sekreterare för samma kommitté. Ringertz är begravd på Norra begravningsplatsen utanför Stockholm.